# 台山列島
台山列島，又称台山岛，位于中華人民共和國福建省福鼎市沙埕港東南18海里，距大陆最近点约14.45海里，以主岛西台山平广如台而得名。
台山列岛是福建省有人居住的列岛中距离大陆最远的一個列島，由西台、东台、南船屿、南屿、雨伞礁等15个岛屿及22个礁石组成。15个岛屿中只有西台岛和东台岛有人居住，被评为“福建十大美丽海岛”。

## 地理
台山列岛為海蚀地貌，列岛多低丘陵，海拔最高点为东台山169米，年降水量2265毫米。同时，台山列岛是闽东地区的主要渔场之一，其周边海域受黑潮分支台湾暖流和浙闽沿岸流的共同影响，盛產厚壳贻贝，因而在2003年被宁德市政府立为“厚壳贻贝繁殖保护区”。此外台山列島還盛產野生紫菜。

## 交通
台山列岛最近的火车站是福鼎站或太姥山站。福鼎市沙埕港與台山列岛之間有客船通航，定期轮渡从沙埕港出发，不定期轮渡从秦屿港出发。西台岛上建有一座三级渔港。

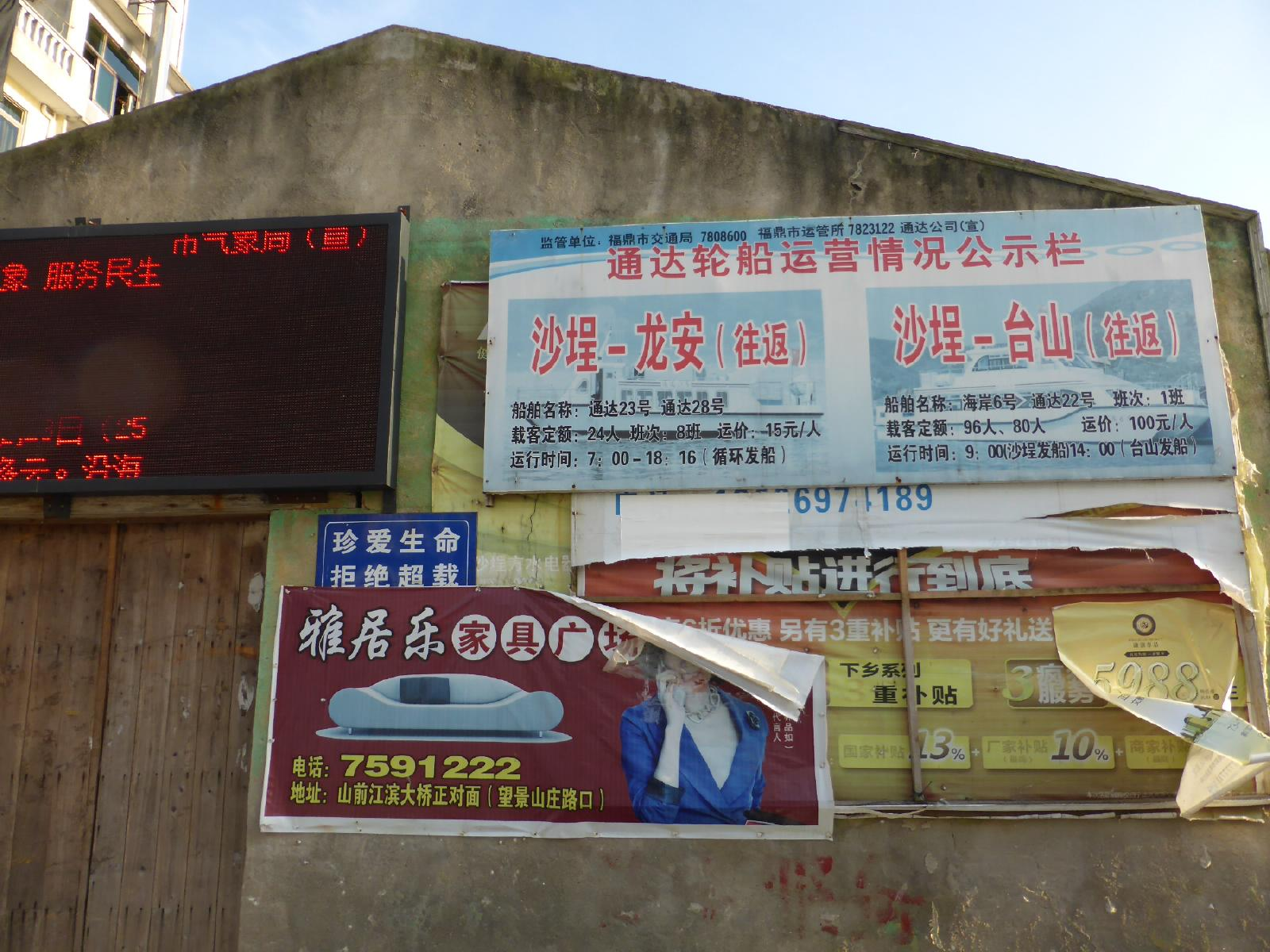
乘船时间与票价表

## 人口
西台岛上有458名當地居民以及130多名驻岛官兵。島上90%人口从事渔业捕捞工作。